# Ngau Tau Kok (stacja metra)
Ngau Tau Kok (chiński: 牛頭角) – jedna ze stacji MTR, systemu szybkiej kolei w Hongkongu, na Kwun Tong Line. Położona jest w obszarze Ngau Tau Kok. Była to jedna z najwcześniejszych stacji w sieci, która została otwarta 1 października 1979 roku.